# Elizabeth Hastings
Elizabeth Hastings, także Betty Hastings (ur. 19 kwietnia 1682 w Londynie, zm. 21 grudnia 1739 w Ledstone Hall) – angielska arystokratka, filantropka.

## Życiorys
Była najstarszą córką Theophilusa Hastingsa, 7. hrabiego Huntingdon (była jednym z ośmiorga dzieci hrabiego i jego pierwszej żony). W wieku 23 lat stała się dziedziczką znacznego spadku po swoim dziadku, Sir Johnie Lewisie z Ledston Hall w Yorkshire. Osiadła wówczas w Ledston i przyjęła styl życia oparty na głębokiej formacji chrześcijańskiej (metodystycznej), poświęcając się filantropii. Mimo urody odrzucała konsekwentnie kolejne oferty małżeńskie. Uważała edukację za klucz do rozwoju młodzieży, w związku z czym wzniosła szkołę dla dziewcząt wraz z internatem w Ledsham, a także szkoły w Aberford, Collingham, Thorp Arch i kolejną w Ledsham.
W 1738 zachorowała na raka piersi. Przeszła operację mastektomii bez znieczulenia. 14 grudnia 1738 sporządziła akt powierniczy tworząc organizację charytatywną noszącą do dziś jej imię.

## Galeria

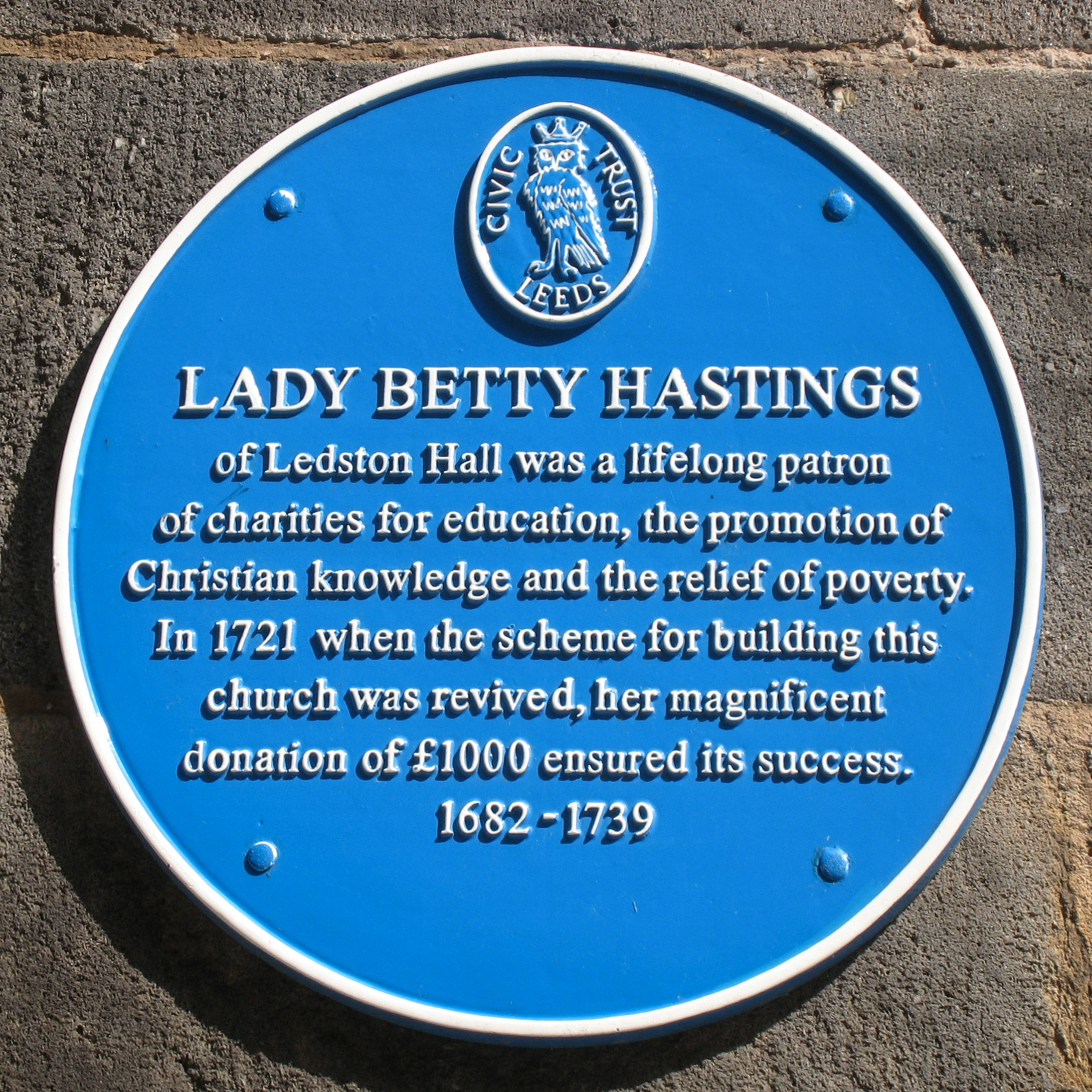
Tablica Civic Trust w Leeds
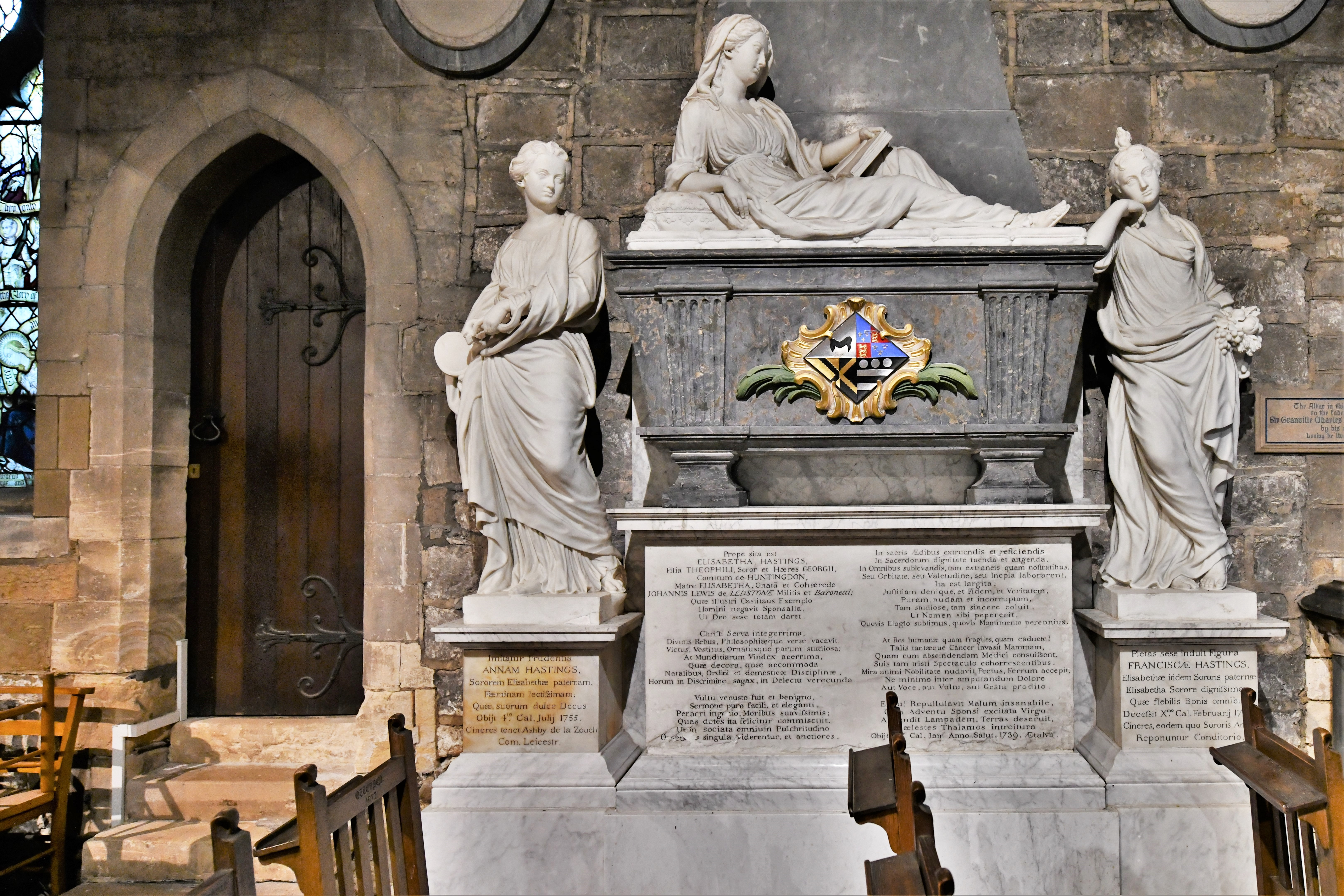
Nagrobek w Ledston